# Liga Muzułmańska w RP
Liga Muzułmańska w Rzeczypospolitej Polskiej – muzułmański związek wyznaniowy działający na terytorium Rzeczypospolitej Polskiej, zrzeszający muzułmanów, wśród których znajdują się rdzenni Polacy, osoby z polskim obywatelstwem oraz kartą stałego lub czasowego pobytu. Na terenie Polski działa od 14 kwietnia 2001.
Przewodniczącym Rady Naczelnej Ligi Muzułmańskiej w RP jest obecnie Youssef Chadid.
6 stycznia 2004 Liga Muzułmańska w RP została zarejestrowana w Departamencie Wyznań i Mniejszości Narodowych przy Ministerstwie Spraw Wewnętrznych i Administracji oraz oficjalnie wpisana do rejestru kościołów i innych związków wyznaniowych w dziale A, pod numerem 158.
W 2006 związek wyznaniowy liczył 208 wyznawców, w 2007 około 1500, w 2010 około 3800, a w 2018 około 35 000. Związek posiada 7 imamów i 13 domów modlitwy.
Liga prowadzi cotygodniowe lekcje religii dla dzieci i młodzieży, w których uczą wykwalifikowani nauczyciele. Lekcje te są zarejestrowane w państwowych szkołach. W 2010 Liga posiadała 5 punktów nauczania religii, do których uczęszczało 165 uczniów. Prowadziła działalność charytatywną wśród uchodźców i powodzian, rozdając odzież, książki i udzielając wsparcia duchowego. Liga Muzułmańska jest także zaangażowana w dialog międzywyznaniowy i kwestie pokojowego współistnienia różnych kultur, cywilizacji i ras.

## Organizacja
Zgodnie ze statutem Ligi jej Przewodniczący, Rada Naczelna i Rada Nadzorcza są wybierani podczas Kongresu Ligi, który odbywa się co cztery lata i w którym biorą udział delegaci Ligi z różnych miast.
Liga Muzułmańska oficjalnie jest niezależna pod względem organizacyjnym i ideologicznym, czyli niepowiązana z żadną organizacją, państwem, ruchem religijnym ani ruchem politycznym, a jej statut został oficjalnie zatwierdzony przez Ministerstwo Spraw Wewnętrznych i Administracji.
Rada Imamów składa się z 7 imamów na czele z muftim Ligi Muzułmańskiej w RP. W organie tym zasiadają osoby legitymujące się wyższym wykształceniem w zakresie prawa i teologii islamu. Ich głównym zadaniem jest sprawowanie posługi religijnej dla społeczności muzułmańskiej w Polsce: prowadzenie wspólnych modlitw, wygłaszanie kazań piątkowych, udzielanie ślubów religijnych, wydawanie zaświadczeń w kwestii spraw religijnych itp.
Członkowie Rady współpracują przy opracowaniu oświadczeń i komunikatów m.in. dla społeczności muzułmańskiej i polskiej opinii publicznej. Rada przygotowuje i wydaje publikacje o tematyce religijnej. Od wielu lat imamowie Rady aktywnie uczestniczą w dialogu międzykulturowym i międzyreligijnym. Rada Imamów zajmuje się następującymi kwestiami:
1. Posługa dla muzułmanów, wspieranie praktykowania muzułmańskich obrzędów i wydawanie stosownych dokumentów.
2. Organizacja wydarzeń religijnych oraz edukowanie i uświadamianie muzułmanów o umiarkowanym islamie.
3. Wydawanie fatw i publikacji związanych z muzułmańskim prawodawstwem.
4. Zajmowanie się projektem „Halal” i w ramach tego projektu wydawanie niezbędnych zaświadczeń i certyfikatów dla polskich firm i fabryk oraz dla osób powiązanych z tym projektem.

## Oddziały
Liga posiada 11 oddziałów zlokalizowanych w różnych polskich miastach. Prowadzi swoją działalność w Centrach Muzułmańskich, a także w kilku salach modlitewnych na terenie Polski, które są nadzorowane przez dyrektorów i imamów.
- Oddział Dolnośląski Ligi Muzułmańskiej w RP (Muzułmańskie Centrum Kulturalno-Oświatowe we Wrocławiu)
- Oddział Kujawsko-Pomorski Ligi Muzułmańskiej w RP
- Oddział Lubelski Ligi Muzułmańskiej w RP (Centrum Islamu w Lublinie)
- Oddział Łódzki Ligi Muzułmańskiej w RP w Łodzi
- Oddział Małopolski Ligi Muzułmańskiej w RP w Krakowie
- Oddział Mazowiecki Ligi Muzułmańskiej w RP w Warszawie
- Oddział Podlaski Ligi Muzułmańskiej w RP
- Oddział Podkarpacki Ligi Muzułmańskiej w RP
- Oddział Pomorski Ligi Muzułmańskiej w RP
- Oddział Śląski Ligi Muzułmańskiej w RP (Centrum Kultury Islamu w Katowicach)
- Oddział Wielkopolski Ligi Muzułmańskiej w RP w Poznaniu

## Cele
Do celów statutowych Ligi Muzułmańskiej w RP należą: 
1. Edukowanie i pogłębianie wiedzy na temat religii muzułmańskiej i ułatwianie muzułmanom odprawiania obrzędów religijnych.
2. Pokazywanie islamu jako religii tolerancji, pokoju, dialogu i religii, która odrzuca wszelkie przejawy ekstremizmu, przemocy i terroryzmu.
3. Promowanie dialogu między religijnego i poszanowania każdej religii.
4. Ochrona praw człowieka i zwalczanie wszelkiego rodzaju dyskryminacji religijnej i rasowej oraz nietolerancji religijnej.

## Działalność
Liga Muzułmańska działa w kilku obszarach: religijnym, kulturalnym i społecznym. Jej działalność obejmuje:
1. Organizację corocznego Letniego Zjazdu dla rodzin muzułmańskich i wszystkich muzułmanów w Polsce, w którym bierze udział ok. 500 osób.
2. Opiekę nad dziećmi i młodzieżą poprzez ich edukację, organizowanie im wycieczek, kursów i obozów.
3. Skupienie uwagi na kobietach muzułmańskich poprzez organizowanie dla nich konferencji, kursów i seminariów naukowych.
4. Organizowanie Dni Kultury Muzułmańskiej, Nocy Muzeów, Nocy Świątyń oraz wykładów, seminariów i wystaw.
5. Tłumaczenie i publikowanie książek o islamie i jego kulturze.
6. Zapewnienie niezbędnych posług muzułmanom za pośrednictwem Centrów Muzułmańskich i sali modlitewnych.
7. Współpracę z wieloma instytucjami społecznymi i religijnymi zajmującymi się prawami człowieka i dialogiem międzywyznaniowym oraz promowaniem tolerancji i obroną wolności wyznania poprzez organizację debat, paneli dyskusyjnych, konferencji i seminariów.
8. Wydawanie rocznego kalendarza trzech religii abrahamowych (judaizmu, chrześcijaństwa i islamu) we współpracy z przedstawicielami tych religii i władzami lokalnymi.